# Tim Kennedy (Politiker)

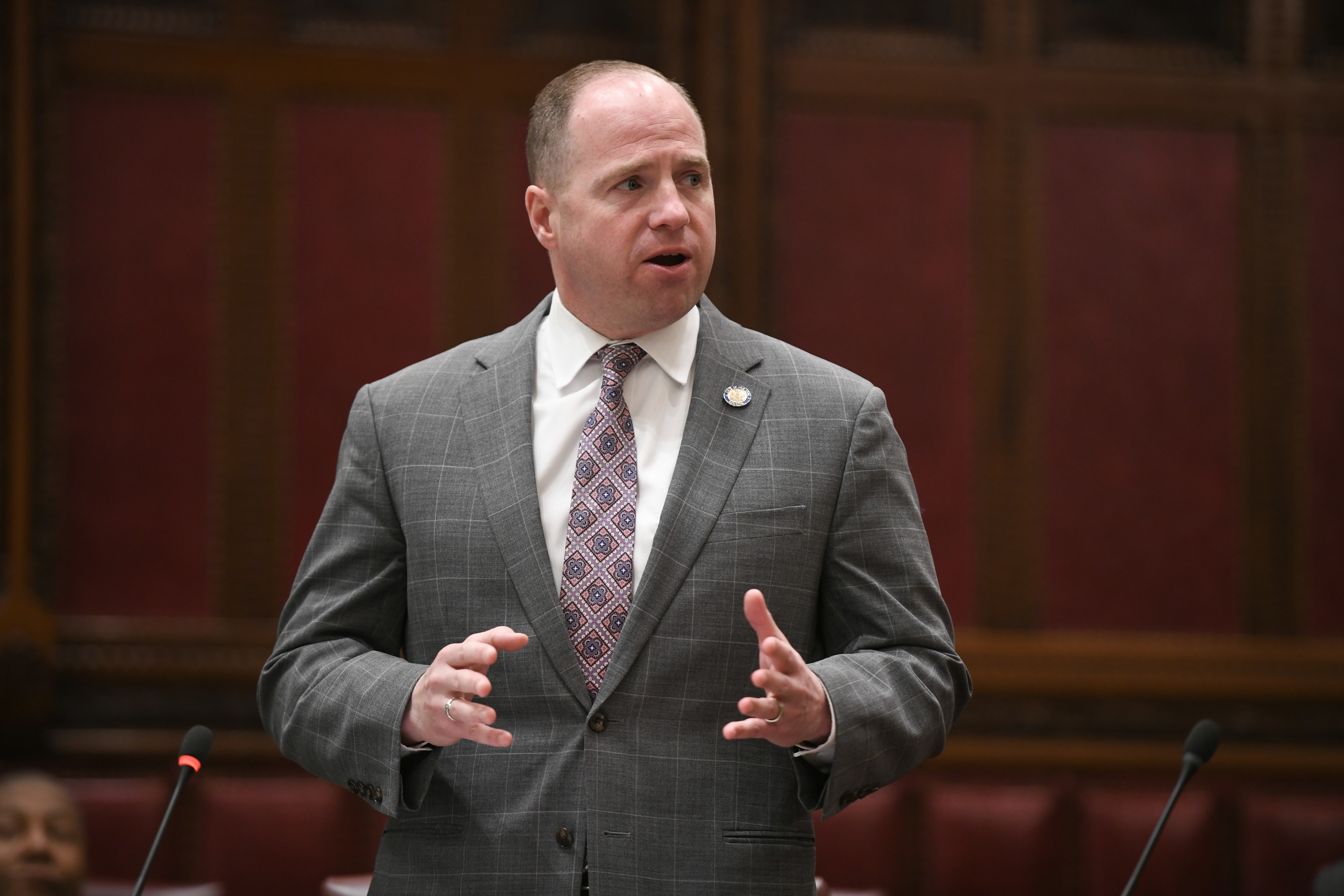
Tim Kennedy (2023)

Timothy M. „Tim“ Kennedy (geb. 20. November 1976 in Buffalo, New York) ist ein amerikanischer Politiker der Demokratischen Partei. Seit Mai 2024 vertritt er den 26. Bezirk des Staates New York im US-Repräsentantenhaus.

## Ausbildung und Berufstätigkeit
Kennedy wuchs in Buffalo auf. Nach seinem Schulabschluss studierte er Ergotherapie und erwarb einen Bachelor- und Mastergrad am D’Youville College. Er arbeitete mehrere Jahre in diesem Beruf.
Kennedy ist verheiratet und hat drei Kinder. Die Familie lebt in Buffalo. 

## Politik
Kennedy war zuerst Mitglied des County Council vom Erie County. Dort beschäftigte er sich mit Wirtschaftsentwicklung und öffentlicher Sicherheit. Von 2011 bis 2024 war Kennedy Mitglied im Senat des Bundesstaats New York. Seit 2019 war er dort Vorsitzender des Verkehrsausschusses.
Im November 2023 kündigte Kennedy an bei der allgemeinen Wahl im November 2024 im 26. Wahlbezirk von New York für das Repräsentantenhaus kandidieren zu wollen. Als der bisherige Amtsinhaber Bryan Higgins im Februar 2024 zurücktrat um ein anderes Amt zu übernehmen, trat Kennedy auch für die Nachwahl an.
Er gewann vorgezogene Wahl am 30. April 2024 mit über 67 % der Stimmen gegen den Republikaner Gary Dickson. Kennedys Amtszeit im 118. Kongress reichte nun bis zum Ende der Legislaturperiode am 3. Januar 2025. Bei der regulären Kongresswahl 2024 hatten weder er noch der Republikaner Anthony Marecki innerparteiliche Herausforderer, weshalb die Vorwahlen abgesagt wurden. Kennedy entschied die reguläre Wahl für eine volle Legislaturperiode im 119. Kongress mit 65,2 % für sich. Seine Amtszeit im Repräsentantenhaus des 119. Kongresses dauert bis zum 3. Januar 2027.